# Халдер, Гаутам
Гутам Халдер (бенг. গৌতম হালদার; 14 августа 1955, Индия — 3 ноября 2023, Калькутта) — индийский кинорежиссёр
, снимавший документальные и художественные фильмы на бенгальском языке.

## Биография
Родился 14 августа 1955 года. Получил степень магистра в области сравнительного литературоведения.
Проявил себя во множестве областей.  Занимался фотографией, на его счету несколько выставок в Индии, и был официальным фотографом фильма The Mahabharata (1989) Питера Брука. Выступал в театре. Был постоянным художественным и театральным критиком крупных ежедневных газет на бенгальском языке, а также издавал бенгальский журнал Baromas. Сделал видеомодули для подразделения Дурдаршана в Калькутте о детском театре.
В 1994 году снял свой первый документальный фильм A Story of Integration, посвященный адвокату, ставшему виртуозом игры на табле, Хирендре Кумару Гангули, за что удостоился специального упоминания на 42-й Национальной кинопремии.
Его следующая работа, Strings for Freedom, была о классическом музыканте Амджаде Али Хане, играющем на сароде. Музыку для документального фильма написал сам Амджад Али. Оба фильма вошли в программу Международного кинофестиваля в Индии в 1995 и 1999 годах соответственно.
Третий документальный фильм Халдера, Ajoy — Ascetic Journey Of A Yogi, рассказывал о Аджое Чакрабарти не только как о певце, но и о его вкладе как гуру.
В 2003 году вышел первый художественный фильм режиссёра Bhalo Theko, в котором дебютировала актриса Видья Балан. Картина получила три Национальные кинопремии, в том числе специальный приз жюри для Халдера. Второй художественный фильм он снял в 2019 году. Nirvana: The Salvation с Ракхи Гулзар в главной роли была основана на романе «Bijolibalar Mukti» бенгальского писателя Моти Нанди. Фильм также был отобран для участия в кинофестивале в Индии.
Гаутам Халдер занимал пост президента Calcutta Classic Foundation и поставил примерно 80 спектаклей, последним из которых был «Rakta-Karabi» Рабиндраната Тагора.
Режиссёр скончался в результате остановки сердца 3 ноября 2023 года в Калькутте. У него остались жена Чаити и дочь Райпурна.